# Céphale et Procris (Grétry)
Céphale et Procris ou L'amour conjugal (título original en francés; en español, Céfalo y Procris o El amor conyugal) es un ballet héroïque, en tres actos con música de André Grétry y libreto de Jean-François Marmontel y una coreografía de Gaetano Vestris. Se estrenó el 30 de diciembre de 1773 en la ópera real del palacio de Versalles.
Esta ópera se representa muy poco en la actualidad; en las estadísticas de Operabase aparece con sólo una representación en el período 2005-2010.

## Discografía
- 2010: Guy van Waas (dir.), Pierre-Yves Pruvot (Céphale), Katia Vellétaz (Procris), Bénédicte Tauran (L'Aurore), Chœur de chambre de Namur,[2] Les Agrémens - Ricercar.[3]